# 細幹石斛
細幹石斛（学名：Dendrobium chryseum）为兰科石斛属下的一个种，別名金草蘭、金草石斛蘭、木斛蘭，台灣原住民族鄒族視為神花。

## 扩展阅读
- 維基物種上的相關：线叶石斛